# Sinopharm Group
Sinopharm Group Co., Ltd. är ett kinesiskt läkemedelsföretag. Dess huvudägare är Sinopharm Industrial Investment, ett samriskföretag mellan det statliga China National Pharmaceutical Group och det privata Fosun Pharmaceutical.
Sinopharm Group forskar om och utvecklar och tillverkar mediciner och vacciner.
Företaget är sedan 2009 noterat på Hongkongbörsen.

## Vaccin mot covid-19
Huvudartikel: BBIBP-CorV
Sinopharm har under 2020 utvecklat Covid-19-vaccin-kandidater, varav ett vid årsskiftet 2020/2021 fått akuttillstånd för försäljning i flera länder. Företaget har också under 2020 för detta ändamål byggt två produktionsanläggningar för vaccin i Peking respektive Wuhan, vardera med en årskapacitet på över 100 miljon doser.
Vaccinutvecklingen sker inom dotterbolaget China National Biotec Group, som har sex forskningsenheter i Peking, Changchun, Chengdu, Lanzhou, Shanghai och Wuhan. Företaget hade i juli 2020 hade fått fram två kandidater till COVID-19-vaccin som genomgått kliniska fas 1- och fas 2-försök och genomförde under hösten storskaliga fas 3-försök i bland andra Förenade Arabrepubliken.
I juni 2020 rapporterades positiva resultat beträffande fas 1|2-försök med den vaccinkandidat som China National Biotec Groups laboratorium Wuhan Institute of Biological Products.